# 庾季才
庾季才（516年—603年），字叔奕，新野人，隋朝学者。
庾季才八世祖庾滔，随晋元帝过江，官至散骑常侍，封遂昌侯，于是家住南郡江陵县。祖父庾诜，南梁处士，与宗人庾易齐名。父亲庾曼倩，光禄卿。庾季才幼年聪明，八岁诵《尚书》，十二通《周易》，喜欢占玄象。居丧以孝闻名。南梁庐陵王萧绩辟荆州主簿，湘东王萧绎重视他的技艺，任命他为外兵参军。西台建立，官至中书郎，领太史，封宜昌县伯。庾季才坚决推辞太史，梁元帝萧绎说：“前汉司马迁历世担任太史，曹魏高堂隆也兼领此职，不是没有前例，卿害怕什么。”梁元帝也懂星历，于是一起观天象，从容地对庾季才说：“朕还是忧虑祸起萧墙，什么方法可以平息？”庾季才说：“近来天象告变，秦地将入郢地，陛下应该留重臣，镇守荆陕，还都建康，以避祸患。如果让羯寇侵扰，只是失去荆湘，对于社稷，可得无虑。必必停留，恐怕不是天意。”梁元帝开始同意，后来和吏部尚书宗懔等商议，中止了。不久江陵陷落，梁元帝被西魏所杀。
宇文泰得了庾季才，给他优厚的待遇，让他参与掌管太史的工作。每有征讨，让他侍从左右。赐宅第一座，水田十顷，还有奴婢牛羊日常用物等，对庾季才说：“卿是南方人，不习惯在北土，所以有这些赏赐，想要断绝卿怀念南方之心。应该对我尽忠，我当用富贵相酬。”起初，江陵被攻克，衣冠士人很多沦为奴婢。庾季才拿出自己的私财，为亲朋故旧沦为奴婢的人赎身。宇文泰问：“你怎么能这样仗义疏财？”。庾季才回答他说：“我听说攻克一个国家，但对那个国家的贤人要予以礼遇，自古以来都是这样做的。现在郢都覆灭了，他们的君主确实有罪，但他手下的官绅士大夫有什么罪呢，竟然都沦为奴隶！我是羁留在这儿的外人，不敢向您进言，但心里私下为他们的命运感到哀怜，所以才用私财为他们赎身。”宇文泰听了才省悟过来，说：“这都是我的过错呀！要不是你提醒，这就要失去天下人的心了！”于是发布命令，免去梁朝的俘虏当奴婢的惩罚，一下子使几千人得到自由。
武成二年（560年），庾季才与王褒、庾信一起补任麟趾学士。官至稍伯大夫、车骑大将军、仪同三司。其后大冢宰宇文护执政，对庾季才说：“近来天道，有什么徵兆？”庾季才回答：“我蒙受恩典深厚，若不尽言，便如同木石。不久上台星有变，不利于宰辅，您应该归政天子，请求回家养老。这样就能享有长寿，而受到周公旦、召公奭的美誉，子孙成为国家籓屏，终保连城稳固。不然的话，就不知道结局了。”宇文护沉吟良久，对庾季才说：“我本意如此，但辞职也未必能获得免祸。公既是王官，可依照朝例，请不要另外参见寡人。”从此渐渐疏远，不再另外相见。宇文护被灭之后，查阅他的书信，周武帝亲自检查，发现有假托符命、妄造异端之人，全部诛戮。只得到庾季才书信两纸，极力陈说纬候灾祥，请求反政归权。周武帝对少宗伯斛斯徵说：“庾季才至诚谨慎，很符合人臣之礼。”于是赐粟三百石，帛二百段。转任太史中大夫，下诏命他撰写《灵台秘苑》，加上仪同，封临颍伯，食邑六百户。周宣帝嗣位，加骠骑大将军、开府仪同三司，增食邑三百户。
杨坚为丞相，曾经夜间召问庾季才：“我以平庸虚枉，受到先帝顾命，天时人事，庾卿以为如何？”庾季才说：“天道精微，难可察觉，请用以人事占卜，符兆已经确定。我庾季才即是说不可，杨公岂能再做出箕山许由、颍水巢父之事吗？”高祖默然良久，才抬头说：“我现在好像骑虎，确实不能下来了。”于是赐给他杂彩五十匹，绢二百段，说：“愧对庾公此意，应该好好的想想。”大定元年（581年）正月，庾季才劝说隋王杨坚应该在本月甲子日顺应天命，接受皇位：“这个月戊戌清晨，青气好像楼阙，出现在国城之上，忽然变紫，逆风西行。《气经》上说：‘天不能无云而雨，皇王不能无气而立。’现在王气已经出现，应立即应和它。二月太阳出卯入酉，处在天之正位，称之为二八之门。太阳，是人君之象，人君正位，应该用二月。二月十三日甲子，甲为六甲之始，子为十二辰之初，甲数九，子数又九，九为天数。当天又是惊蛰，阳气壮发之时。当年周武王以二月甲子定天下，周朝享年八百，汉高帝以二月甲午即帝位，汉朝享年四百，所以知道甲子、甲午为得天数。今年二月甲子，应该应天受命。”杨坚听从。
开皇元年（581年），隋文帝杨坚授庾季才通直散骑常侍。隋文帝将要迁都，夜间与高颎、苏威二人定议，第二天早朝，通直散骑常侍庾季才上奏说：“我在昨晚仰头观察天象，又俯身对照察看图记，发现一定要迁移都城。尧都平阳，舜都冀土，可知帝王都城，历代不同。况且从汉朝初年营建此城，至今已八百多年，水质变咸，不再适合饮用。希望陛下上应天意，下顺民心，制定出迁都的计划。”隋文帝很吃惊，对高颎、苏威说：“庾季才真神啊！”于是发诏施行，赐给他绢三百段，马两匹，进爵为公。对庾季才说：“朕从今已后，相信有天道了。”于是令庾季才与其子庾质撰写《垂象》、《地形》等志。文帝对庾季才说：“天地秘奥，多种方法推测，执见不同，有时会出现差错。朕不想要外人干预此事，所以让庾公父子一起做。”书成后上奏，赐米千石，绢六百段。开皇九年（589年），出任为均州刺史。任命书刚刚下达，将要到地方上任，时人议论以庾季才技艺精通，朝廷再命他回到旧任。庾季才年老，频频上表去职，于是每每降旨不许。都是张胄玄的历法施行，袁充说现在日影长。文帝于是问庾季才，庾季才于是说袁充荒谬。文帝大怒，庾季才于是免职，给一半俸禄回家。见到祥瑞灾异，常派人到他家询问。仁寿三年（603年）卒，时年八十八岁。
庾季才器量宽弘，学业渊博，忠诚信义，志趣爱好出游。常在吉日良辰，与琅琊王褒、彭城刘榖、河东裴政及同宗庾信等，作文饮酒聚会。还有刘臻、明克让、柳䛒，虽是后进，也表达了较好的愿望。庾季才著有《灵台秘苑》一百二十卷，《垂象志》一百四十二卷，《地形志》八十七卷，其子庾质。

## 延伸阅读
[在维基数据编辑]
 《北史·卷089》，出自李延壽《北史》
 《隋書·卷78》，出自魏徵《隋书》